# Stazione di Casaleone
La stazione di Casaleone è una stazione ferroviaria della dismessa ferrovia Treviso – Ostiglia, posta a cinque chilometri dal centro del comune di Casaleone. Era situata alla progressiva chilometrica 9+390 della predetta linea ferroviaria.

## Storia
La stazione di Casaleone fu inaugurata il 28 ottobre 1934, in concomitanza con il restante tronco Ostiglia-Legnago della ferrovia Treviso-Ostiglia. La stazione, per esigenze di progettazione bellica, si trovava a diversi chilometri dal centro cittadino, immersa nelle campagne delle Valli Grandi Veronesi.
Dopo la gestione della stazione da parte delle forze della Wehrmacht durante la Seconda guerra mondiale, il servizio passeggeri, ripreso regolarmente nel dopoguerra, fu definitivamente interrotto il 2 settembre 1967, in seguito al rilevamento di alcuni avallamenti nel terreno sottostante la linea.

## Strutture e impianti

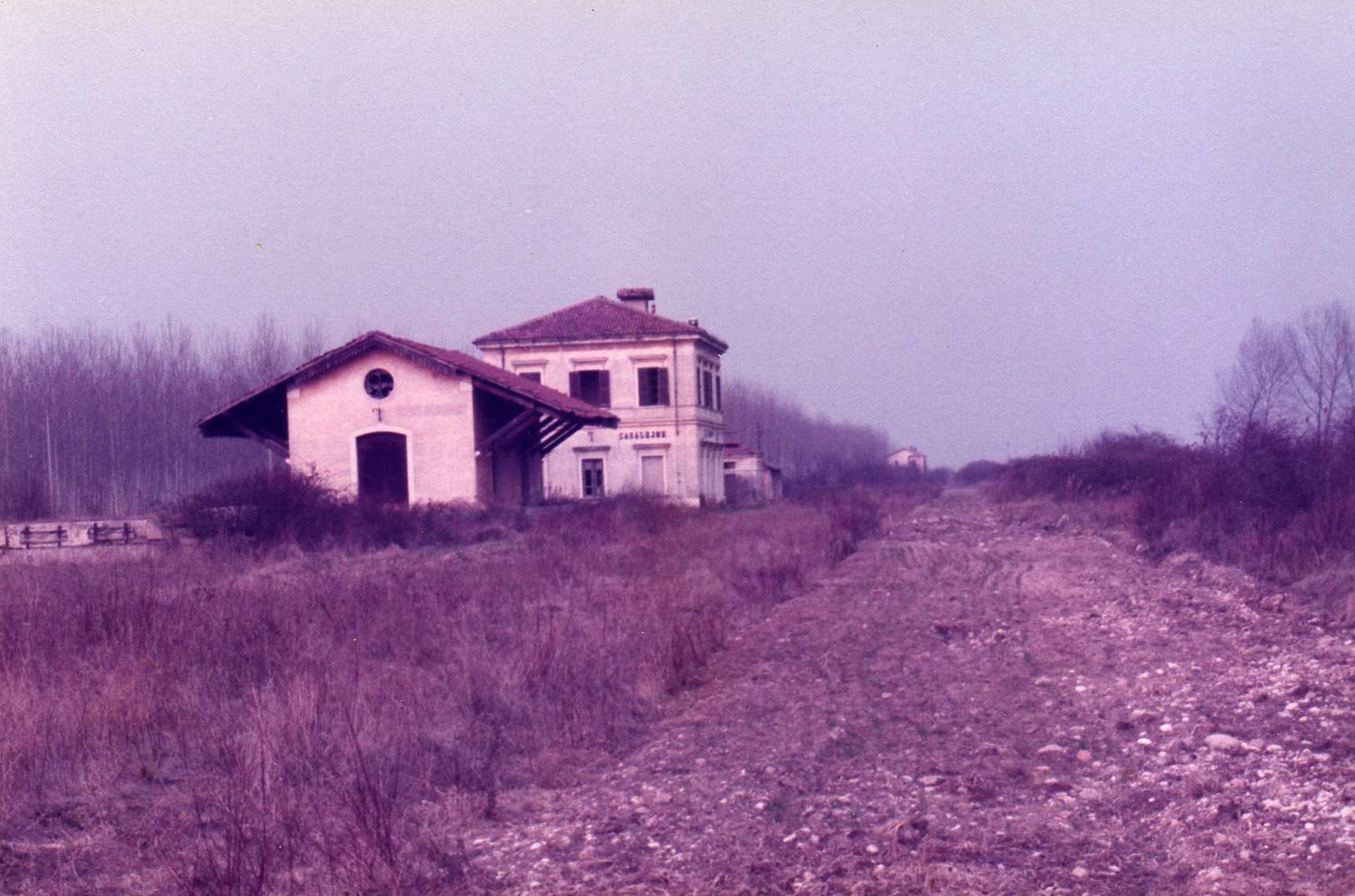
Piano binari nel 1979

La stazione era dotata di un fabbricato viaggiatori a pianta rettangolare e a due livelli. Al piano inferiore erano posizionate le sale d'attesa di I e II classe, l'ufficio movimento e il deposito bagagli. Il piano superiore un tempo era riservato ad abitazione. Tutti questi locali sono ad oggi, 2011, in stato di rovina; le scale che conducevano al primo piano sono state rimosse.
La stazione era inoltre dotata di uno scalo merci di cui resta il piano caricatore e il magazzino in stato di avanzato degrado.